# Zavîdiv, Ostroh
Zavîdiv (în ucraineană Завидів) este un sat în comuna Ploske din raionul Ostroh, regiunea Rivne, Ucraina.

## Demografie
Componența lingvistică a localității Zavîdiv
     Ucraineană (100%)
Conform recensământului din 2001, toată populația localității Zavîdiv era vorbitoare de ucraineană (100%).